# Canton d'Autun-2
Le canton d'Autun-2 est une circonscription électorale française du département de Saône-et-Loire.

## Histoire
Un nouveau découpage territorial de la Saône-et-Loire entre en vigueur à l'occasion des élections départementales de 2015. Il est défini par le décret du 18 février 2014, en application des lois du 17 mai 2013 (loi organique 2013-402 et loi 2013-403). Les conseillers départementaux sont, à compter de ces élections, élus au scrutin majoritaire binominal mixte. Les électeurs de chaque canton élisent au Conseil départemental, nouvelle appellation du Conseil général, deux membres de sexe différent, qui se présentent en binôme de candidats. Les conseillers départementaux sont élus pour 6 ans au scrutin binominal majoritaire à deux tours, l'accès au second tour nécessitant 12,5 % des inscrits au 1er tour. En outre la totalité des conseillers départementaux est renouvelée. Ce nouveau mode de scrutin nécessite un redécoupage des cantons dont le nombre est divisé par deux avec arrondi à l'unité impaire supérieure si ce nombre n'est pas entier impair, assorti de conditions de seuils minimaux. Dans la Saône-et-Loire, le nombre de cantons passe ainsi de 57 à 29.
Le canton d'Autun-2 est formé de communes des anciens cantons d'Autun-Sud (2 communes), de Mesvres (12 communes), de Montcenis (3 communes), de Saint-Léger-sous-Beuvray (7 communes) et de Couches (2 communes) et d'une fraction de la commune d'Autun. Il est entièrement inclus dans l'arrondissement d'Autun. Le bureau centralisateur est situé à Autun.

## Représentation
| Période élective | Période élective | Mandat | Mandat   | Identité            | Nuance | Nuance | Qualité |
| ---------------- | ---------------- | ------ | -------- | ------------------- | ------ | ------ | --- |
| 2015             | 2021             | 2015   | 2021     | Marie-Claude Barnay |        | PS     | Conseillère juridique. Maire de La Grande-Verrière. Présidente de la Communauté de communes du Grand Autunois Morvan. Membre de la commission solidarités du conseil départemental. |
| 2015             | 2021             | 2015   | 2021     | Christian Gillot    |        | PS     | Agriculteur. Ancien conseiller général du Canton de Mesvres (1979-2015). Maire-adjoint de Broye jusqu'en 2020. Ancien président de la Communauté de communes Arroux Mesvrin. Membre de la commission des finances du conseil départemental Elu en 2015 dans le Canton d'Autun-2. Décédé en janvier 2022 à l'âge de 76 ans. |
| 2021             | 2028             | 2021   | en cours | Marie-Claude Barnay |        | DVG    | Conseillère sortante |
| 2021             | 2028             | 2021   | en cours | Didier Laubérat     |        | DVC    | Maire de Marmagne |

### Résultats détaillés

#### Élections de mars 2015
À l'issue du 1er tour des élections départementales de 2015, deux binômes sont en ballottage : Marie-Claude Barnay et Christian Gillot (PS, 51,04 %) et Bertrand Joly et Véronique Pacaut (Union de la Droite, 38,54 %). Le taux de participation est de 52,89 % (7 243 votants sur 13 695 inscrits) contre 50,75 % au niveau départemental et 50,17 % au niveau national.
Au second tour, Marie-Claude Barnay et Christian Gillot (PS) sont élus avec 53,49 % des suffrages exprimés et un taux de participation de 52,64 % (3 422 voix pour 7 209 votants et 13 696 inscrits).

#### Élections de juin 2021
Le premier tour des élections départementales de 2021 est marqué par un très faible taux de participation (33,26 % au niveau national). Dans le canton d'Autun-2, ce taux de participation est de 37,69 % (4 995 votants sur 13 252 inscrits) contre 32,7 % au niveau départemental. À l'issue de ce premier tour, deux binômes sont en ballottage : Marie-Claude Barnay et Didier Laubérat (Divers, 72,04 %) et Fabricia Bouillet et Dany Delmas (RN, 27,96 %).
Le second tour des élections est marqué une nouvelle fois par une abstention massive équivalente au premier tour. Les taux de participation sont de 34,36 % au niveau national, 33,9 % dans le département et 40,05 % dans le canton d'Autun-2. Marie-Claude Barnay et Didier Laubérat (Divers) sont élus avec 73,61 % des suffrages exprimés (3 651 voix pour 5 308 votants et 13 255 inscrits),,.

## Composition
| Nom                           | Code Insee | Intercommunalité            | Superficie (km2) | Population (dernière pop. légale)               | Densité (hab./km2) | Modifier                                    |
| ----------------------------- | ---------- | --------------------------- | ---------------- | ----------------------------------------------- | ------------------ | ------------------------------------------- |
| Autun (bureau centralisateur) | 71014      | CC du Grand Autunois Morvan | 61,52            | Fraction : 5 209 (2022) Commune : 13 144 (2022) | 214                | modifier les données · modifier les données |
| Antully                       | 71010      | CC du Grand Autunois Morvan | 37,13            | 816 (2022)                                      | 22                 | modifier les données · modifier les données |
| Auxy                          | 71015      | CC du Grand Autunois Morvan | 36,98            | 910 (2022)                                      | 25                 | modifier les données · modifier les données |
| La Boulaye                    | 71046      | CC du Grand Autunois Morvan | 13,86            | 98 (2022)                                       | 7,1                | modifier les données · modifier les données |
| Brion                         | 71062      | CC du Grand Autunois Morvan | 16,57            | 297 (2022)                                      | 18                 | modifier les données · modifier les données |
| Broye                         | 71063      | CC du Grand Autunois Morvan | 28,39            | 754 (2022)                                      | 27                 | modifier les données · modifier les données |
| La Chapelle-sous-Uchon        | 71096      | CC du Grand Autunois Morvan | 16,59            | 194 (2022)                                      | 12                 | modifier les données · modifier les données |
| Charbonnat                    | 71098      | CC du Grand Autunois Morvan | 22,23            | 227 (2022)                                      | 10                 | modifier les données · modifier les données |
| Charmoy                       | 71103      | CU Creusot Montceau         | 39,54            | 284 (2022)                                      | 7,2                | modifier les données · modifier les données |
| La Comelle                    | 71142      | CC du Grand Autunois Morvan | 22,73            | 248 (2022)                                      | 11                 | modifier les données · modifier les données |
| Dettey                        | 71172      | CC du Grand Autunois Morvan | 22,50            | 88 (2022)                                       | 3,9                | modifier les données · modifier les données |
| Étang-sur-Arroux              | 71192      | CC du Grand Autunois Morvan | 34,63            | 1 788 (2022)                                    | 52                 | modifier les données · modifier les données |
| La Grande-Verrière            | 71223      | CC du Grand Autunois Morvan | 46,54            | 550 (2022)                                      | 12                 | modifier les données · modifier les données |
| Laizy                         | 71251      | CC du Grand Autunois Morvan | 31,18            | 595 (2022)                                      | 19                 | modifier les données · modifier les données |
| Marmagne                      | 71282      | CU Creusot Montceau         | 32,26            | 1 276 (2022)                                    | 40                 | modifier les données · modifier les données |
| Mesvres                       | 71297      | CC du Grand Autunois Morvan | 23,46            | 744 (2022)                                      | 32                 | modifier les données · modifier les données |
| Saint-Didier-sur-Arroux       | 71407      | CC du Grand Autunois Morvan | 27,94            | 223 (2022)                                      | 8,0                | modifier les données · modifier les données |
| Saint-Émiland                 | 71409      | CC du Grand Autunois Morvan | 23,90            | 307 (2022)                                      | 13                 | modifier les données · modifier les données |
| Saint-Eugène                  | 71411      | CC du Grand Autunois Morvan | 35,27            | 150 (2022)                                      | 4,3                | modifier les données · modifier les données |
| Saint-Léger-sous-Beuvray      | 71440      | CC du Grand Autunois Morvan | 34,97            | 371 (2022)                                      | 11                 | modifier les données · modifier les données |
| Saint-Martin-de-Commune       | 71450      | CC du Grand Autunois Morvan | 14,57            | 100 (2022)                                      | 6,9                | modifier les données · modifier les données |
| Saint-Nizier-sur-Arroux       | 71466      | CC du Grand Autunois Morvan | 10,16            | 123 (2022)                                      | 12                 | modifier les données · modifier les données |
| Saint-Prix                    | 71472      | CC du Grand Autunois Morvan | 34,14            | 201 (2022)                                      | 5,9                | modifier les données · modifier les données |
| Saint-Symphorien-de-Marmagne  | 71482      | CU Creusot Montceau         | 37,31            | 832 (2022)                                      | 22                 | modifier les données · modifier les données |
| La Tagnière                   | 71531      | CC du Grand Autunois Morvan | 34,07            | 207 (2022)                                      | 6,1                | modifier les données · modifier les données |
| Thil-sur-Arroux               | 71537      | CC du Grand Autunois Morvan | 13,44            | 137 (2022)                                      | 10                 | modifier les données · modifier les données |
| Uchon                         | 71551      | CC du Grand Autunois Morvan | 11,86            | 97 (2022)                                       | 8,2                | modifier les données · modifier les données |
| Canton d'Autun-2              | 7102       |                             |                  | 16 826 (2022)                                   |                    | modifier les données                        |

Le canton d'Autun-2 comprend :
1. vingt-six communes entières,
2. la partie de la commune d'Autun non incluse dans le canton d'Autun-1.

## Démographie
En 2022, le canton comptait 16 826 habitants, en évolution de −2,94 % par rapport à 2016 (Saône-et-Loire : −1,06 %, France hors Mayotte : +2,11 %).
| 2013   | 2018   | 2022   |
| ------ | ------ | ------ |
| 17 687 | 16 992 | 16 826 |